# Guiniforte Solari

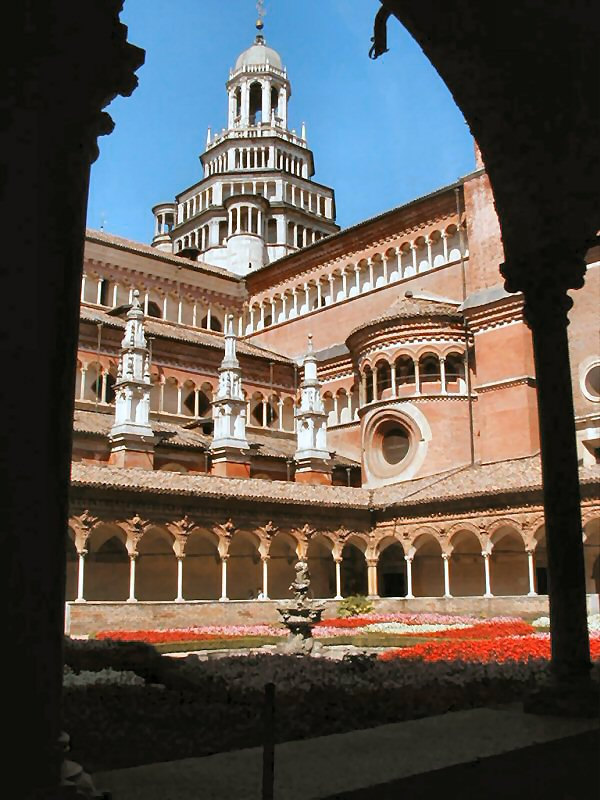
Certosa di Pavia

Fassade der Kirche Madonna delle Grazie in Pavia

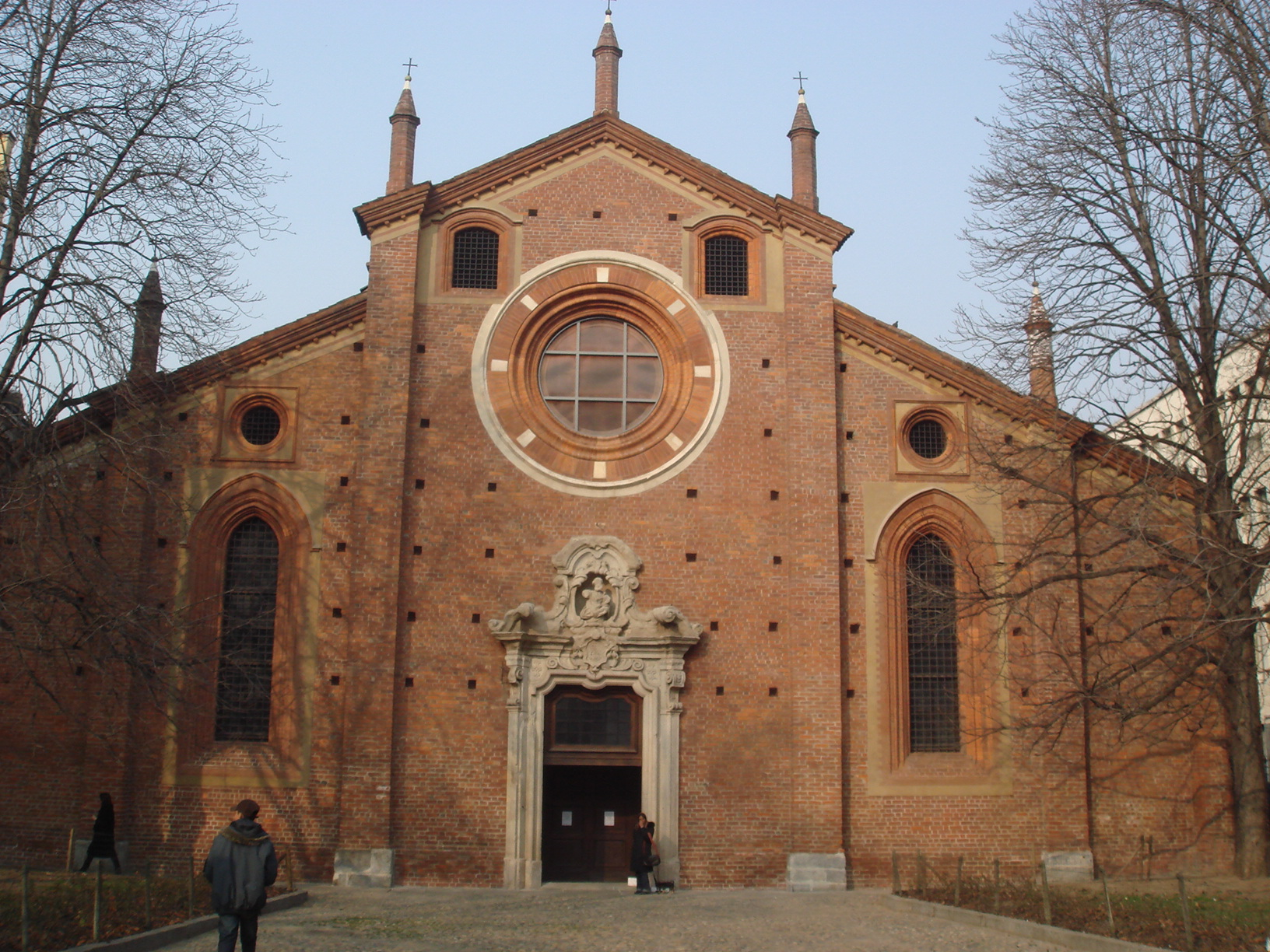
Fassade der Kirche San Pietro in Gessate, Mailand

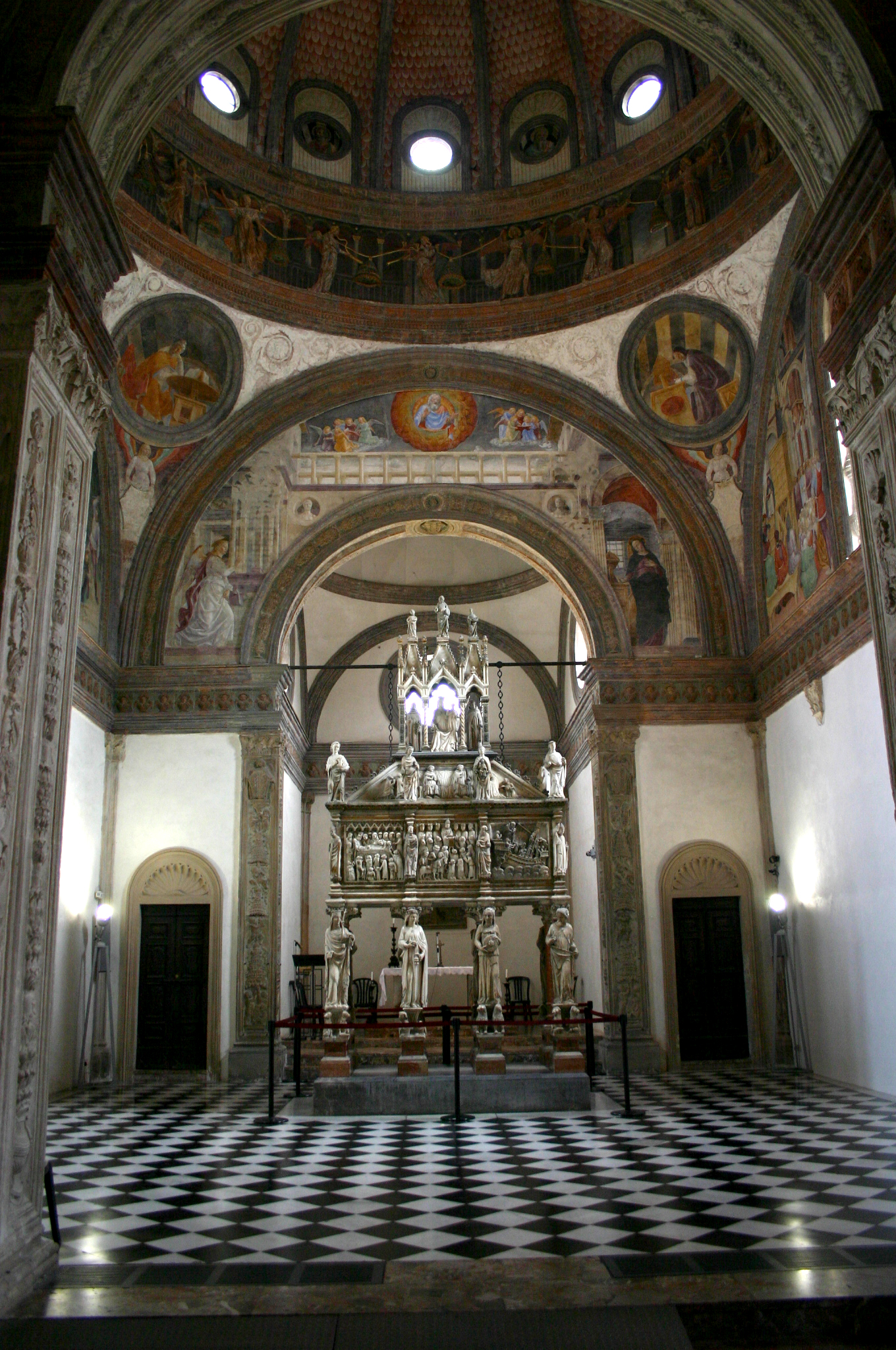
Kirche Sant’Eustorgio, Kapelle Portinari

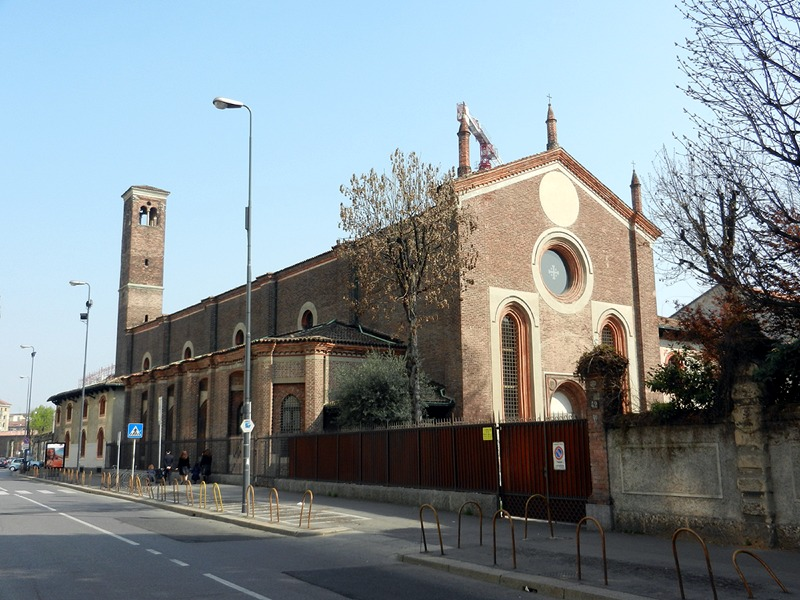
Mailand, Kirche Santa Maria della Pace

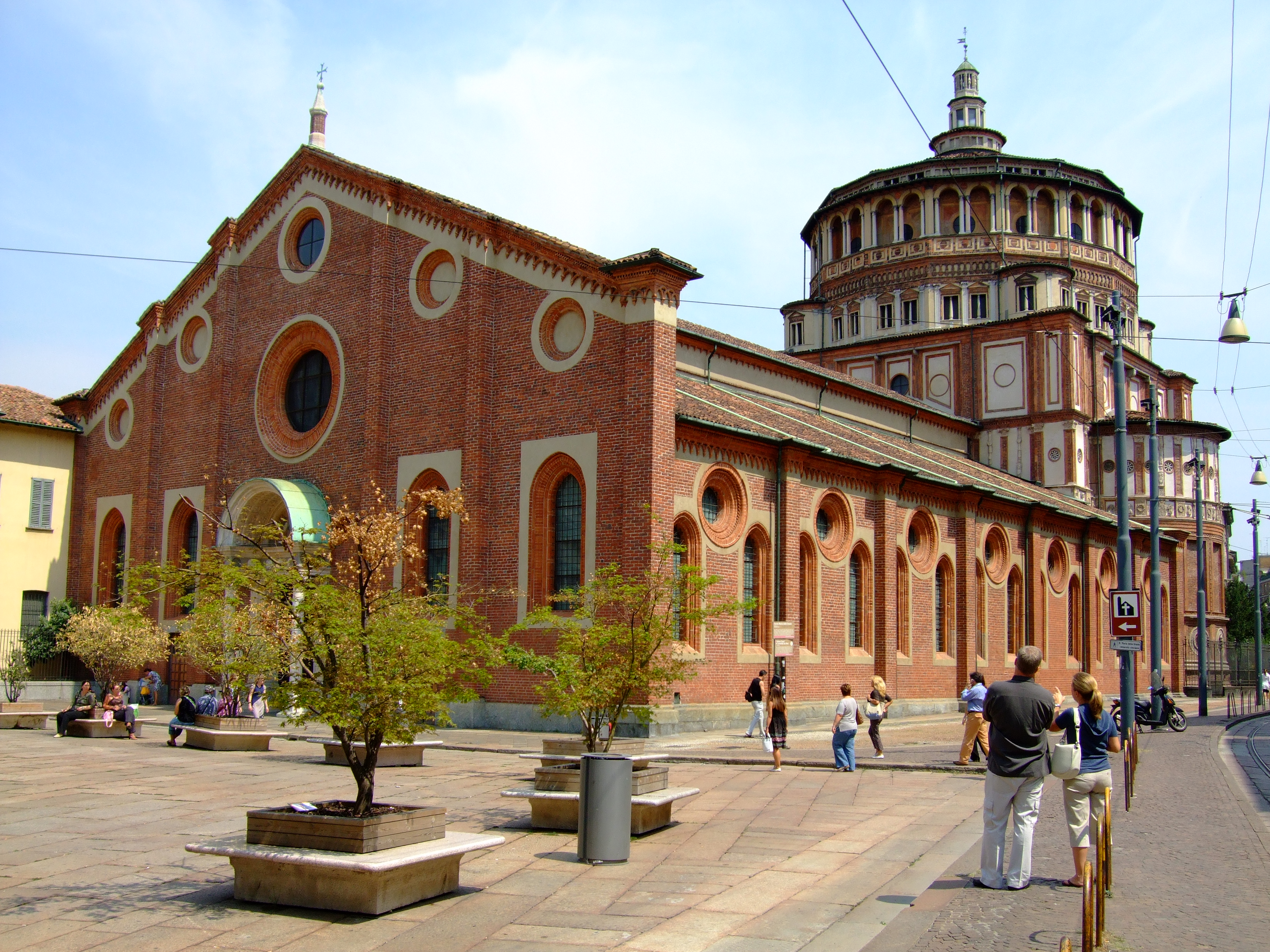
Mailand, Kirche Santa Maria delle Grazie

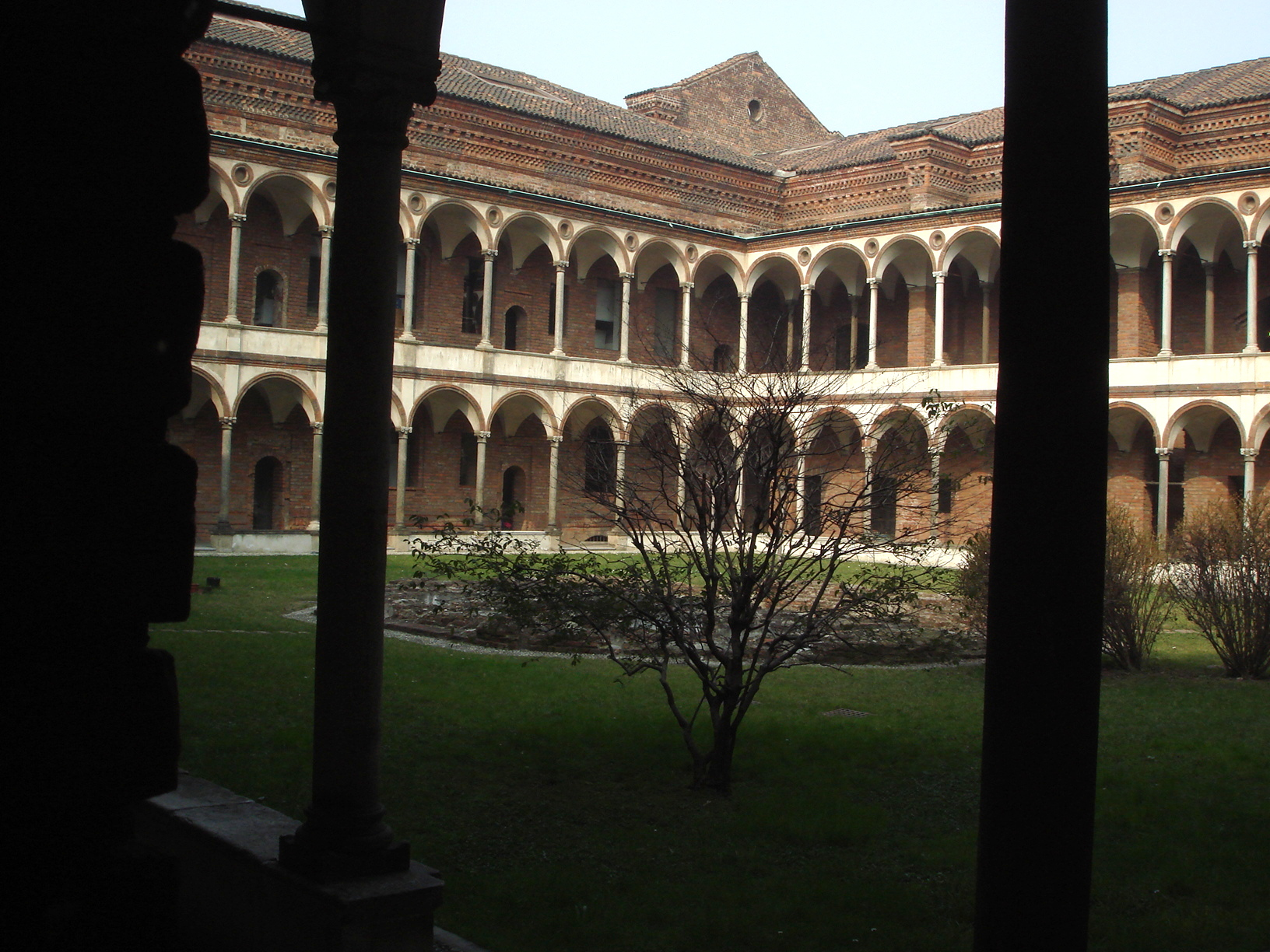
Mailand, Università Statale, Chiostro dei bagni (Hof der Bäder)

Guiniforte Solari auch Boniforte genannt (* ca. 1429 in Carona TI (Schweiz); † 7. Januar 1481 in Mailand) war ein italienischer Bildhauer, Architekt und Ingenieur aus der italienischen Schweiz.

## Leben
Guiniforte war Sohn des Bildhauers Giovanni und dessen Ehefrau Caterina da Merate. Bruder des Bildhauers Francesco und Enkel des Marco da Carona. Er heiratete Giovannina da Cesate, mit der er die Söhne Pietro Antonio, Girolamo, Francesco, Giovanni Stefano und Giovanni Battista und mehrere Töchter hatte, darunter Maddalena, die den Architekten und Bildhauer Giovanni Antonio Amadeo heiratete.
Am 3. März 1445 erscheint er bereits als Prokurator seines Vaters, und in den Jahren 1452–1453 taucht er in den Zahlungsregistern der Certosa di Pavia auf, wahrscheinlich als Bildhauer: zu diesen Zeitpunkten wird er bereits magister genannt. Im Jahr 1454 unterzeichnete er einen Vertrag für die Ausführung des Marmorportals der Kirche San Francesco in Piacenza, das später von seinem Sohn Pietro Antonio vollendet wurde. Am 22. März 1459 wurde er endgültig zum Ingenieur in der Fabbrica des Mailänder Doms ernannt, gleichberechtigt mit seinem Vater, mit einem monatlichen Gehalt von 12 Gulden und anstelle des verstorbenen Franceschino da Canobbio, wie es der Rat bereits am 8. März vorgesehen hatte.
Guiniforte war bis zu seinem Tod als Ingenieur der Fabbrica tätig, in den Jahren, in denen die Baustelle vom Querschiff bis zu den Schiffen voranschritt. Sein größter Eingriff in die Kathedrale war zweifellos der erste Bau des Tiburiums, der in fieri war, als Guiniforte selbst die Bezahlung der Meister Joni de Roncho et Jacobo Carino de Ornavassio am 12. Dezember für den Bau des Schlusssteins überwachte. Die Debatte über die Verantwortung Guinifortes für das Tiburium des Doms – an dessen statischer Stabilität bald ernsthafte Zweifel aufkamen, so dass es in Teilen abgerissen wurde – wird in der Geschichtsschreibung immer noch heftig diskutiert. Insbesondere ist unklar, inwieweit das heutige Tiburium auf diese Phase zurückgeht, da es fast vollständig nach dem Entwurf von Gian Giacomo Dolcebuono und Giovanni Antonio Amadeo nach dem internationalen Wettbewerb von 1487–1490 rekonstruiert wurde. Im Februar 1472 beschlossen die Abgeordneten der Fabbrica, 200 Gulden für die Ausschmückung des Altars von Sankt Joseph zur Verfügung zu stellen und beauftragten Guiniforte, der zwei Entwürfe anfertigte und die Arbeiten bis 1480 ausführte.
Ab 1460 trat Solari als Sindaco und Prokurist der Scuola dei Santi Quattro Coronati auf, des Paratico, in dem die Steinmetze und Bildhauer untergebracht waren, die mehr als drei Jahrhunderte lang am Bau des Mailänder Doms beteiligt waren, und zwischen 1461 und 1462 war er für den Abriss der alten Basilika Santa Tecla, von dem nur ein Teil der nördlichen Seitenschiffe erhalten blieb, die Stützmauer des Coperto dei Figini, die von Guiniforte selbst zwischen 1467 und 1480 errichtet wurde. Nach dem Abriss der Kirche Santa Tecla überwachte Solari 1467 den Bau einer gleichnamigen Kapelle auf dem Mailänder Domfriedhof, die sich gegenüber dem Konsortium der Quattro Marie war. Im Jahr 1462 wurde er zum Ingenieur des Kartäuserklosters in Pavia ernannt, ein Amt, das er bis zu seinem Tod innehatte. In dieser Phase wurden die Sakristeien eingewölbt (1463) und die Arbeiten am Chor, am Querschiff und an den Schiffen fortgesetzt, Arbeiten, die wahrscheinlich von ihm und nicht von seinem Vater Giovanni geleitet wurden, der nur einmal in der Kartause in den Jahren zwischen 1462 und 1470 dokumentiert ist; außerdem wurde vielleicht ab 1473 mit dem Bau des Tiburiums begonnen. Zwischen 1473 und 1474 wurde auch mit der bildhauerischen Verkleidung der Fassade begonnen, nach einem primitiven Entwurf, der wahrscheinlich nach 1491 geändert wurde und vielleicht in dem Fresko von Gian Galeazzo Visconti zu sehen ist, der der Jungfrau und dem Kind das Modell des Kartäuserklosters anbietet, das sich im Apsidenbecken des rechten Querschiffs der Kirche und hinter der Madonna mit dem Kind in der National Gallery in London befindet, beide gemalt von Ambrogio Bergognone.
Im Jahr 1463 wurde in Mailand die dominikanische Baustelle von Santa Maria delle Grazie in Porta Vercellina begonnen, deren Leitung trotz fehlender Dokumente bereits im 18. Jahrhundert fast einhellig Guiniforte Solari zugewiesen wurde. Am 22. November 1465, nach dem Weggang von Architekt Antonio Averulino, genannt Filarete, wurde Solari zum Direktor der herzoglichen Fabrik des Ospedale Maggiore in Mailand ernannt, mit einem Monatsgehalt von 3 Gulden. Mit Hilfe seines Bruders Francesco war er zwischen 1467 und 1473 vor allem am Bau des Hofes, der damals della servitù (der Bediensteten), später dei bagni (der Bäder) genannt wurde, und des oberen Stockwerks der Hauptfassade an der heutigen Via Festa del Perdono beteiligt; außerdem wurde vor seinem Tod der Umfang des Gebäudes in Richtung San Nazaro gebaut und die Fassade entlang des Naviglio begonnen. Belegt ist Solaris Beteiligung am Bau des Klosters Santa Maria dei Servi in Mailand, für das er am 24. Juli 1471 vierunddreißig Säulen bestellte. Er war auch an einer Reihe von Arbeiten im Zusammenhang mit der Wasserwirtschaft beteiligt: 1472 war er in Alessandria an der Planung und dem Bau einer Brücke über den Fluss Tanaro beteiligt, die im Juli 1479 fertiggestellt wurde. Im Jahr 1473 entwarf er im Auftrag der Herzöge einen Altar um ein Marienbild, das in der Kirche San Celso in Mailand aufbewahrt wurde, und lieferte eine Zeichnung, die auf Anregung des Mönchs Paolo da San Genesio die Errichtung eines kleinen Tempels nach florentinischen Vorbildern vorsah, wie aus einem Brief des Augustiners an Galeazzo Maria Sforza (23. März 1473) hervorgeht, der das Werk beschreibt.
Im Januar 1474 wurde Guiniforte um ein Gutachten über die Konsolidierung der Gewölbe der Sala Verde im Castello Sforzesco in Mailand gebeten. Ebenfalls im Schloss bat Bona von Savoyen 1479 Guiniforte um die Wiederverwendung von Marmormaterialien, die bereits von Francesco I. Sforza für den Hof des Arengo für die Platte eines Saals bestellt, aber nie eingebaut worden waren. Obwohl es Tausende von dokumentarischen Aufzeichnungen über Guiniforte gibt, ist es nicht immer möglich, seine Beteiligung an den zahlreichen Baustellen zu klären, die ihm von der Geschichtsschreibung zugeschrieben werden, vor allem, wenn man einerseits die Dynamik der Zusammenarbeit im Unternehmen der Familie Solari bedenkt, die häufige Übertragungen von Aufgaben zwischen ihren Mitgliedern, vor allem vom Vater auf den Sohn, mit sich brachte, und andererseits die dokumentarischen Lücken in Bezug auf viele Mailänder Fabriken des 15. Jahrhunderts. Solari wird die Kirche San Pietro in Gessate zugeschrieben. Guinifortes Tätigkeit im Oratorium der Passion in der Basilika von Sant’Ambrogio in Mailand ist dokumentiert, möglicherweise im Jahr 1477. Im selben Jahr war Guiniforte in Chiavenna, um den Palazzo von Antonio und Annibale Balbiano zu schätzen (18. September 1477) und 1479 wurde er zusammen mit Maffeo da Como zum Schiedsrichter bei der Aufteilung der Güter zwischen Gianludovico und Pallavicino Pallavicino, den Söhnen von Rolando il Magnifico, ernannt, die sich um die Güter in Busseto und Cortemaggiore stritten, die ihr Vater den beiden Brüdern ungeteilt überlassen hatte (13. Januar 1479).
In der Zwischenzeit waren seine Fähigkeiten als Zivil- und Militäringenieur gefragt: 1477 war er zusammen mit Meister Aguzio da Cremona in Pizzighettone, um an den Mauern zu arbeiten, und kurz darauf wurden die beiden nach Lodi gerufen, um an den Ufern des Flusses Adda zu arbeiten (10. September 1477). Am 25. Juni 1479 beurteilte Guiniforte zusammen mit Antonio da Brivio und Giovanni Sohn des Pietro Solari die Schiffbarkeit eines Abschnitts des Naviglios von Abbiategrasso in der Zeit der Dürre, und ein herzogliches Schreiben vom 5. Februar 1480 betraf die Einrichtung des Tores da Marengo und des angrenzenden Turms in der Zitadelle von Alessandria. Guiniforte starb „ex pleuresi“ am 7. Januar 1481 in Mailand. Er und sein Sohn Pietro Antonio blieben beide der Architektur der italienischen Gotik treu, aber sie verknüpften auch neue Bauweisen der Renaissance mit der lombardische Tradition. Zudem war er maßgeblich beteiligt an der Architektur und dem Bau des Moskauer Kreml.